# Monomorium hanneli
Monomorium hanneli är en myrart som beskrevs av Auguste-Henri Forel 1907. Monomorium hanneli ingår i släktet Monomorium och familjen myror. Inga underarter finns listade i Catalogue of Life.

## Bildgalleri

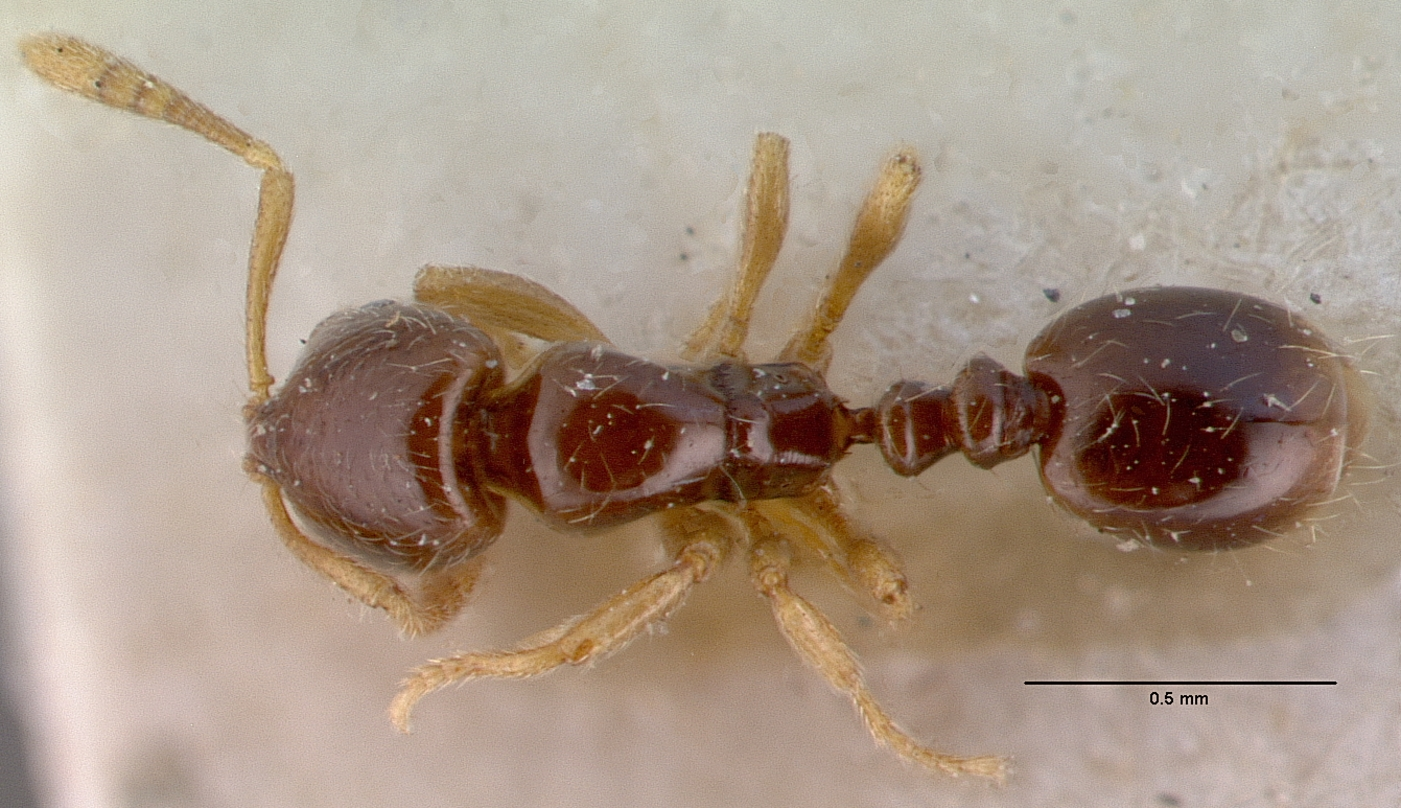
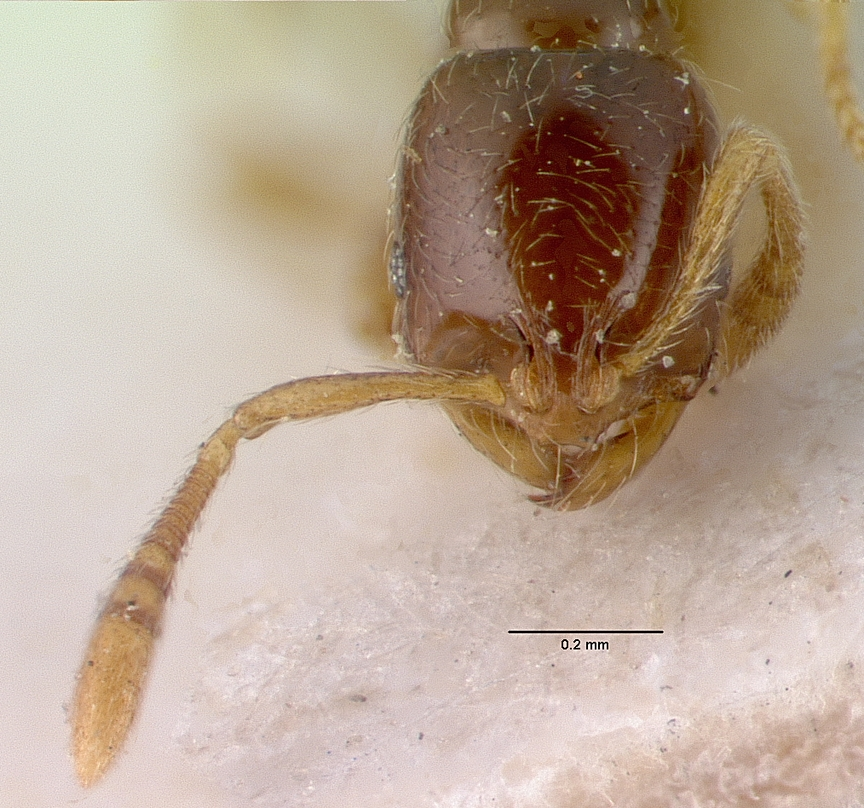
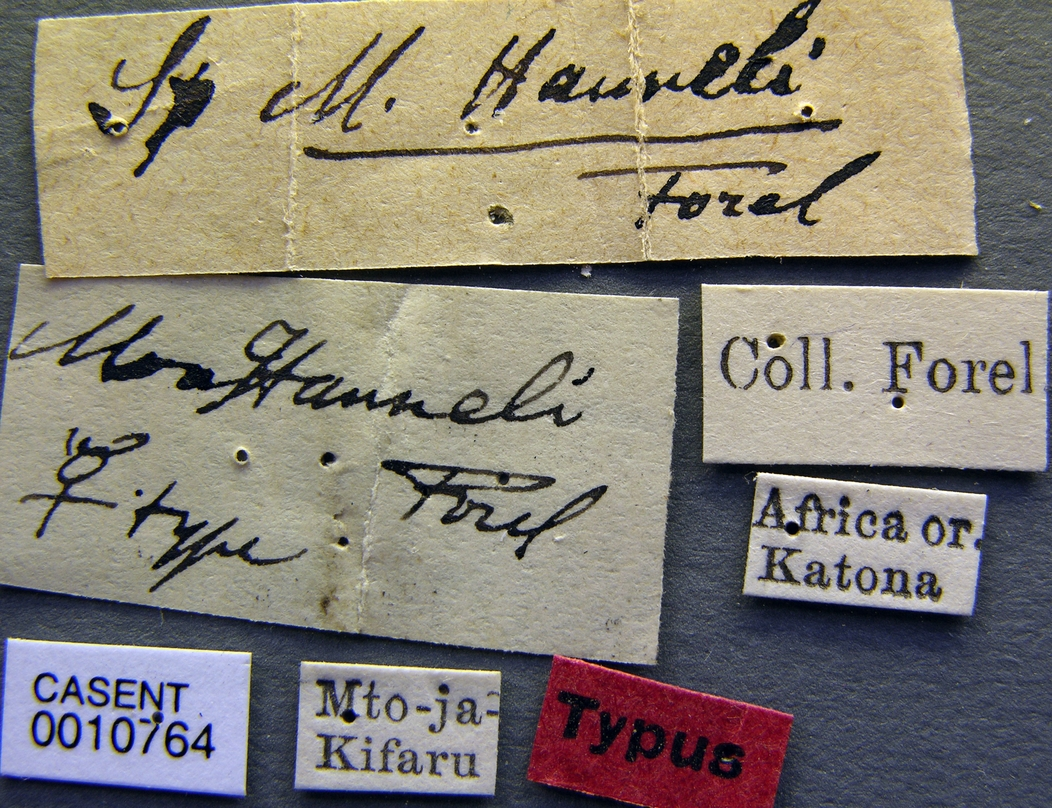
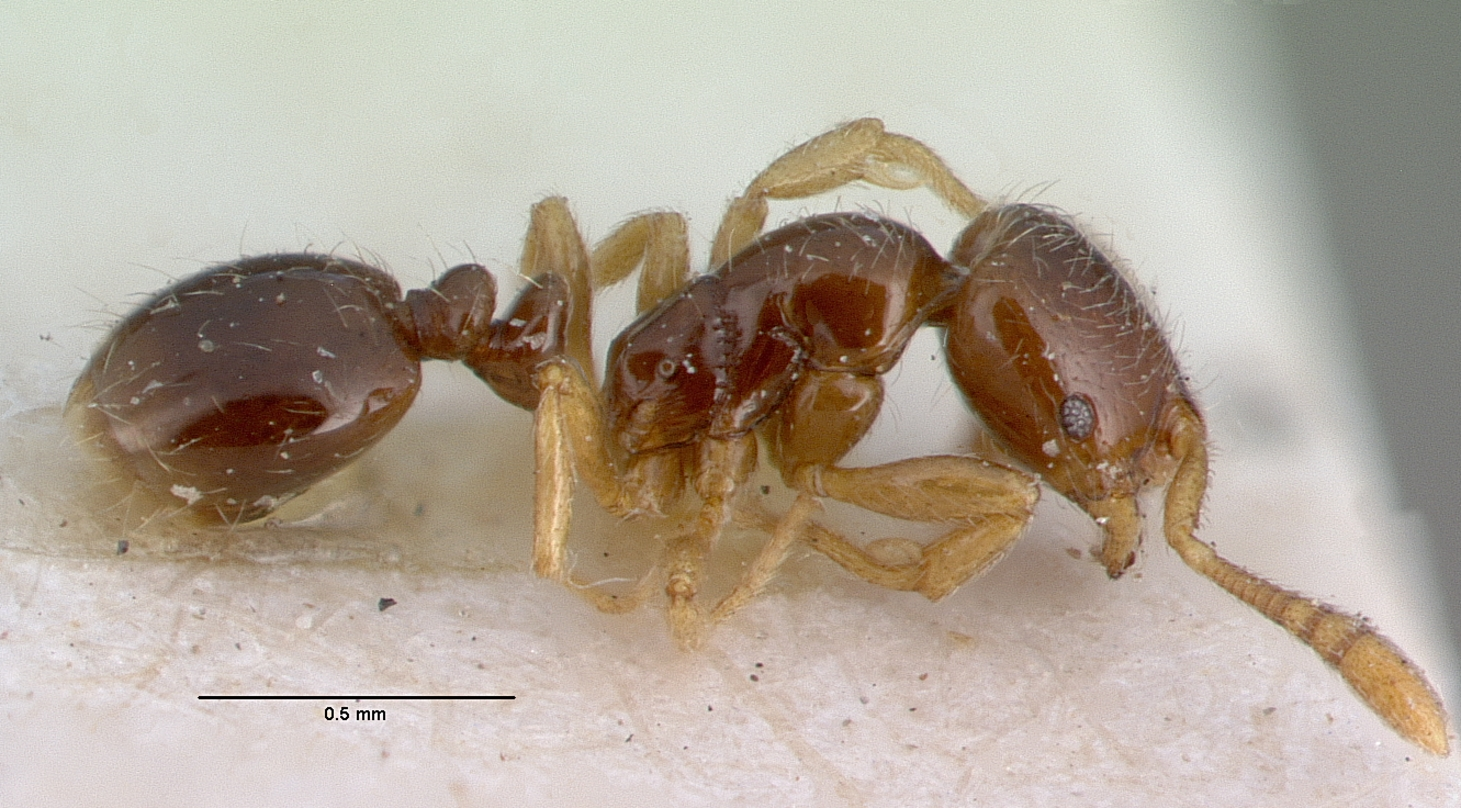
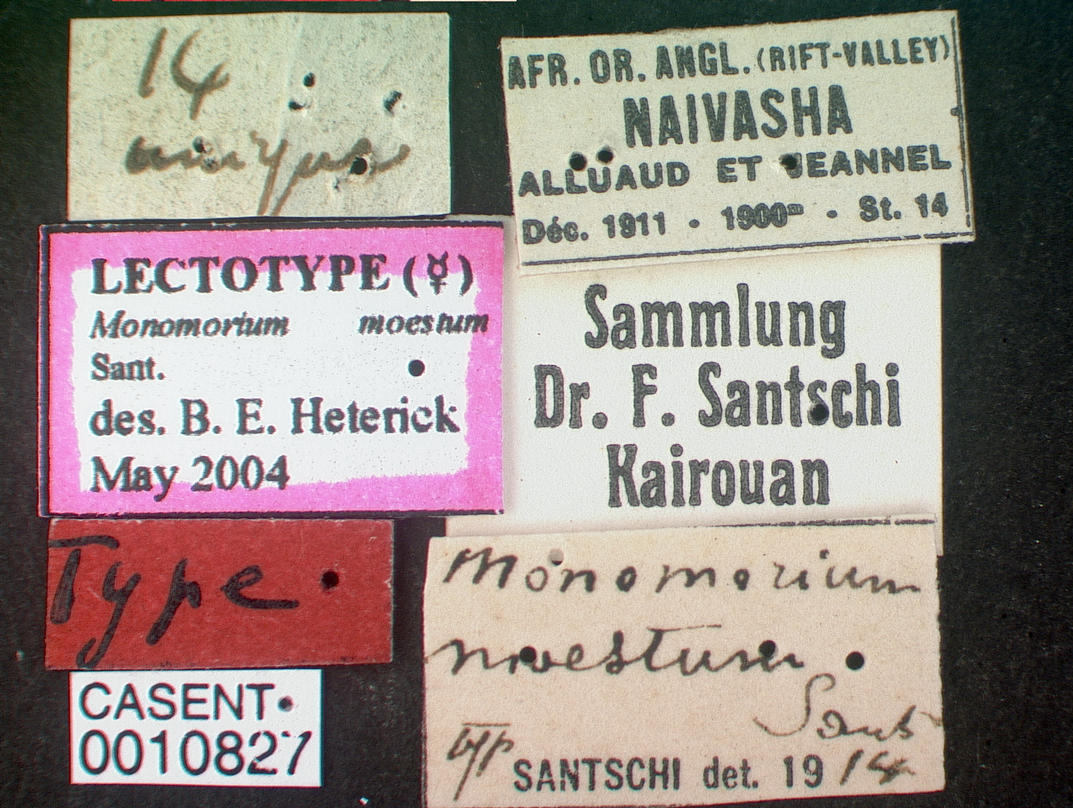
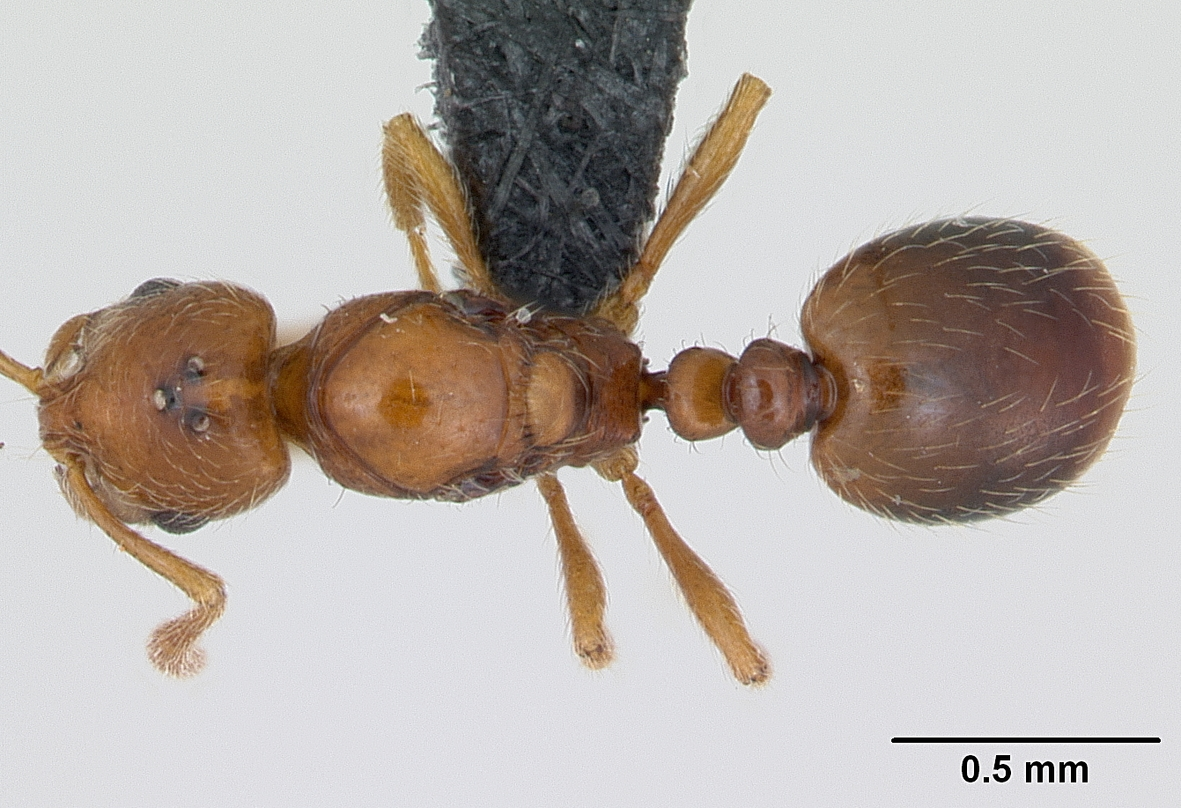